# Braunschweigisches Grün

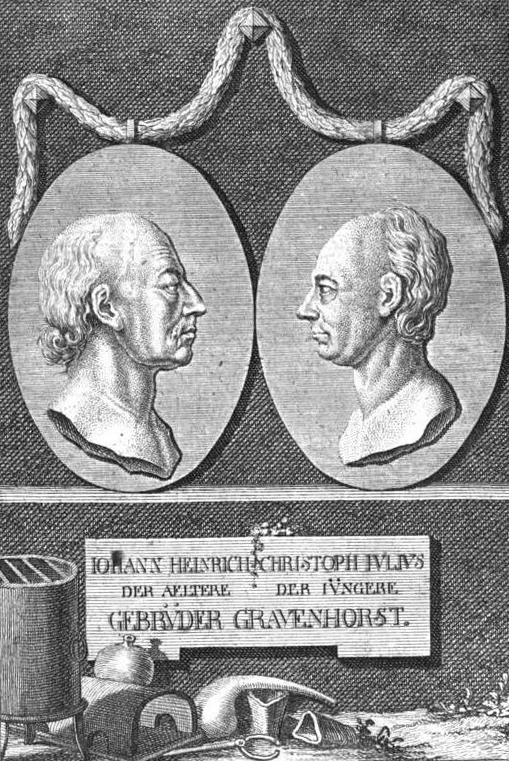
Johann Heinrich (links) und Christoph Julius Gravenhorst

Braunschweigisches Grün, auch als Braunschweiger Grün bezeichnet, ist eine Maler- und Anstreichfarbe, die ab 1767 von den Brüdern Johann Heinrich und Christoph Julius Gravenhorst in Braunschweig zum ersten Mal in großer Reinheit und Menge fabrikmäßig hergestellt und vertrieben werden konnte.

## Beschreibung
Braunschweigisches Grün ist eine tief dunkelgrüne, fast schwarz erscheinende Metallfarbe auf der Basis des Tetrahydrats des basischen Dikupfer(II)-chloridtrihydroxid und im Gegensatz zu den vorher gebräuchlichen Farben auf Pflanzenbasis, erheblich licht- und wetterbeständiger als diese. In der Natur findet sich Dikupfer(II)-chloridtrihydroxid (CuCl2 · 3 Cu(OH)2) in Form des Minerals Atacamit, das selbst von einem intensiven, dunklen Grün ist.
Die Farbe fand im 18. und 19. Jahrhundert aufgrund ihrer hohen Qualität schnelle Verbreitung und wurde schließlich in zahlreichen Ländern zum Gattungsbegriff für diese Art von Grün. Im anglo-amerikanischen Sprachraum bildet „Brunswick Green“ (englisch für „Braunschweigisches Grün“) die Grundlage des „British Racing Green“ und fand so auch Eingang in die Encyclopedia Americana.
Eine dem Braunschweigischen Grün ähnliche Maler- und Anstreichfarbe ist Peinsches Grün, um 1768 entwickelt von dem Chemiker Pabytzky in Peine.